# Mynes doubledaii
Mynes doubledaii is een vlinder uit de familie Nymphalidae. De wetenschappelijke naam van de soort is voor het eerst geldig gepubliceerd in 1869 door Alfred Russel Wallace.